# Cephalophyllum pulchellum
Cephalophyllum pulchellum är en isörtsväxtart som beskrevs av L. Bol. Cephalophyllum pulchellum ingår i släktet Cephalophyllum och familjen isörtsväxter. Inga underarter finns listade i Catalogue of Life.